# جوزيب كوريتش
جوزيب كوريتش هو لاعب كرة قدم بوسني في مركز الوسط، ولد في 9 نوفمبر 1988 في زغرب في كرواتيا. شارك مع منتخب البوسنة والهرسك تحت 21 سنة لكرة القدم. أما مع النوادي، فقد لعب مع دينامو زغرب ونادي إسترا 1961 ونادي داك 1904 دونيسكا ستريدا ونادي ريد بل سالزبورغ ونادي سبارتاك ترنافا ونادي سلوفان ليبيريتس ونادي لوكوموتيفا.

## وصلات خارجية
- جوزيب كوريتش على موقع قاعدة بيانات كرة القدم.إي يو (الإنجليزية)
- جوزيب كوريتش على موقع Soccerway.com (الإنجليزية)
- جوزيب كوريتش على موقع عالم كرة القدم.نت (الإنجليزية)